# 미할 추프르
미할 추프르(체코어: Michal Čupr, 1991년 12월 23일~)는 체코의 펜싱 선수로 주 종목은 에페이다. 2024년 하계 올림픽에서 에페 단체전 동메달을 획득했다.